# Тидеман, Пётр Генрихович
Пётр Генрихович Тидеман (1872—1941) — русский дипломат, действительный статский советник.
Окончил с отличием Восточный факультет Санкт-Петербургского университета, специализировавшись в наречиях Северного Китая и Маньчжурии. Прекрасно знал разговорный и литературный китайский язык. С 1895 года был на службе в Министерстве иностранных дел. Около 1902 года был назначен вице-консулом в Чифу, а затем, во время осады Порт-Артура был консулом. В период Первой мировой войны — генеральный консул в Тяньцзине, после революций 1917 года служил там же в местном муниципалитете.
Автор работ по промышленности Китая.
Умер в 1941 году в возрасте 69 лет в Монреале.
Был женат на сестре В. М. Молотова, Аделаиде Михайловне Скрябиной.